# Luka (Bor)
Luka (Servisch cyrillisch Лука) is een plaats in de Servische gemeente Bor. De plaats telt 612 inwoners (2002).